# Epítom de Caesaribus
L'Epítom de Caesaribus (en català: epítom sobre els Cèsars) és el títol d'una obra llatina d'història, redactada cap a finals del segle IV dC.
És un relat breu sobre els regnats d'alguns emperadors començant per César August fins a Teodosi. Ha estat atribuïda a Sext Aurelius Victor però en realitat va ser escrita per un autor anònim que probablement era pagà.
Les fonts emprades en la redacció de l'obra van ser la Història imperatorum Romanorum Enmannica i els actualment perduts Annales de Nicomachus Flavianus (un amic de Quintus Aurelius Symmachus). Tot i que es tracta d'una obra breu i no sempre de la qualitat requerida, conté informació útil.